# Черепнин, Леонид Михайлович
Леони́д Миха́йлович Черепнин (14 января 1906, село Коротояк, Воронежская губерния — 27 июля 1961, Диксон) — советский учёный-ботаник, доктор биологических наук, профессор. Систематик живой природы, занимался исследованиями флоры Красноярского края. Именем учёного названы три вида и подвида растений.

## Биография
Родился в семье служащего. Отец погиб в 1919 году на гражданской войне, и тринадцатилетний Леонид стал главой семьи. Ему пришлось наниматься в батраки, чтобы заработать на пропитание. В 1923 году он окончил Единую трудовую школу второй ступени, а в 1925 году — Острогожский педагогический техникум.
Работал учителем начальной школы в Воронежской области и Западно-Сибирском крае. В Западной Сибири он проводит свои первые ботанические сборы, в дальнейшем послужившие основой для работы «Очерк флоры берёзовых колков восточной части Барабинской степи», вышедшей в 1935 году.
В 1931 году Л. М. Черепнин поступил в Московский педагогический институт на естественно-химический факультет. По окончании института в 1935 году был зачислен в аспирантуру при кафедре ботаники. Под руководством доцента, будущего профессора А. А. Уранова Леонид Черепнин в 1941 году успешно защитил кандидатскую диссертацию «Растительность каменистой степи Жигулёвских гор».
После окончания аспирантуры в 1938 году Леонид Черепнин переехал в Красноярск, где стал заведующим кафедрой ботаники в местном педагогическом институте. Он фактически положил начало изучению флоры южной части Красноярского края. Вместе с сотрудниками кафедры и студентами Леонид Михайлович проводит флористические и геоботанические изыскания в степных и лесостепных районах региона.
C 1946 года Леонид Черепнин работает с Западно-Сибирским филиалом АН СССР.
Черепнин не оставлял без внимания и педагогическую работу. Он создал курс лекций, в качестве наглядного материала к которому использовал и местный гербарный материал, и экспонаты привезённые из экспедиций и зарубежных поездок. Он писал работы и в помощь местным учителям и любителям природы: методическое пособие «Весенние школьные экскурсии по ботанике в условиях лесостепной полосы Красноярского края» (1945) и первый определитель растений, цветущих в апреле-мае: «Ранневесенние растения Красноярского края» (1948). Леониду Михайловичу Черепнину присвоено звание отличника народного просвещения, также он награждён медалью «За доблестный труд в годы Великой Отечественной войны 1941—1945 гг».
Под руководством члена-корреспондента АН СССР Б. К. Шишкина в докторантуре Ботанического института им В. Л. Комарова подготовил и в 1953 году успешно защитил докторскую диссертацию «Флора и растительность южной части Красноярского края».
Даже став доктором наук, продолжал участвовать в многочисленных экспедициях: в 1955 году в Койское и Кутурчинское белогорья Восточного Саяна, в 1957 году — по реке Казыр. Бывал в Афганистане, Индии, Китае, Чехословакии и на Цейлоне.
Дважды, в 1938—1941 и 1944—1954 годах Леонид Черепнин возглавлял кафедру ботаники Красноярского государственного педагогического института (КГПУ), также исполнял обязанности заместителя директора пединститута.
В дальнейшем Леонид Михайлович посвятил себя составлению «Флоры южной части Красноярского края». Его коллеги и ученики, М. И. Беглянов и И. М. Красноборов так его характеризовали:
«Приходилось удивляться той работоспособности, энергии, целеустремленности, с которыми он работал над „Флорой“. Казалось, он не знал усталости, не терял ни минуты, всегда что-то обдумывал, читал, загораясь, развертывал план работы на будущее».

Скоропостижно скончался в ходе поездки на Диксон 27 июля 1961 года.
Сам Леонид Черепнин успел увидеть 3 тома из своей 6-томной работы, 4-й том был сдан в печать незадолго до его смерти, а ещё два тома были написаны по его конспектам сыном, В. Л. Черепниным и сотрудниками кафедры ботаники, после нескольких экспедиций в 1965—1966 годах, проведённых для уточнения места произрастания отдельных видов и систематизации собранного материала. Публикация была окончена в 1967 году. Работа актуальна и до настоящего времени, ею продолжают пользоваться студенты, школьные преподаватели, краеведы и научные работники.
Коллеги и ученики Леонида Михайловича логически завершили его труд, выпустив в 1979 году «Определитель растений юга Красноярского края».

## Научные интересы
В составе научной экспедиции Черепнин занимался сборами и изучением растений Приабаканской, Уленьской и Уйбатской степей, Западного Саяна и Тувы.
Результатом работы, для которой Черепнин не жалел даже своего отпуска стало создание гербария Приенисейской флоры. Им было обработано более 12 тысяч экземпляров растений с юга Красноярского края, Хакасии и Тувы, что и стало основой для дальнейшего развития гербария. К настоящему времени в гербарии представлено более 100 тысяч гербарных листов, в 1977 он получил международное признание и международный индекс KRAS.
Леонид Михайлович впервые полно описал флору (свыше 1 800 видов растений южной части Красноярского края и Хакасии).
Исследования учёного по Минусинской котловине были приняты Академией наук СССР к опубликованию в качестве монографии.

## Семья
Супруга Леонида Михайловича — Глафира Митрофановна Матвеева — работала учителем начальных классов и учителем географии в Новосибирской области и Красноярске в 1925—1955 годах.
Старший сын, Борис Черепнин (1930—2006) — работал директором педагогического техникума, учителем химии, биологии, завучем, директором вечерней школы; ему было присвоено звание «Отличник народного просвещения».
Младший сын, Виктор Черепнин (1932—2009) пошёл по стопам отца, стал ботаником. Доктор биологических наук, профессор, действительный член Российской Академии естественных наук.

## Память
Именем учёного названы три вида и подвида растений — лапчатка Черепнина (Potentilla czerepninii Krasnob.), ястребиночка Черепнина (Pilosella czerepninii Tupitz.), борец Черепнина (Aconitum sajanense Kuminova subsp. czerepninii Stepanov) (подвид борца саянского).
17 сентября 2002 года в Ботаническом микрорайоне Красноярска был открыт памятник учёному, также его именем названа одна из улиц города.
На конференцию, посвященную 100-летию со дня рождения Л. М. Черепнина, в 2006 году в Красноярск съехались 147 ученых из 60 учреждений, было заслушано 40 докладов, опубликовано 129 работ.
Л. М. Черепнину посвящаются чтения и российские конференции «Флора и растительность Сибири и Дальнего Востока».

## Избранные труды
- Ранневесенние растения Красноярского края и Хакасии. — 2-е изд.. — Красноярск, 2004. — 44 с.
- История исследований растительного покрова южной части Красноярского края. — Красноярск, 1954. — Т. 3, вып. 1. — С. 3-80.
- Растительный покров южной части Красноярского края и задачи его изучения // Учёные записки Красноярского государственного педагогического института : журнал. — Красноярск, 1956. — Т. 5. — С. 3-43.
- Флора южной части Красноярского края. Вып 1-6. — Красноярск, 1957-1967.
- Растительность Красноярского края // Природные условия Красноярского края. — М.; Л.. — С. 160-187.